# Джапаридзе, Мурман Давидович
Мурман Давидович Джапаридзе (25 января 1925, Хреити, Шорапанский уезд — 3 декабря 1983, Чиатурский муниципалитет, Имеретия) — старший разведчик 167-го гвардейского лёгкого артиллерийского полка, гвардии младший сержант.

## Биография
Родился 25 января 1925 года в селе Хреити Чиатурского горсовета. Грузин. Член ВКП/КПСС с 1950 года. Работал на Чиатурском марганцевом руднике.
В Красной Армии с марта 1943 года. В боях Великой Отечественной войны с сентября 1943 года.
Разведчик 167-го гвардейского лёгкого артиллерийского полка гвардии младший сержант Джапаридзе отличился 21—25 марта 1944 года при освобождении города Тернополь. Находясь впереди боевых порядков стрелков, он обнаружил штаб пехотного батальона противника, его наблюдательный пункт и два пулемёта. Благодаря точной корректировке Джапаридзе огнём батареи все эти цели были накрыты.
Приказом по 1-й гвардейской артиллерийской дивизии от 29 апреля 1944 года младший сержант Джапаридзе Мурман Давидович награждён орденом Славы 3-й степени.
Действуя в составе того же полка и дивизии, Джапаридзе отличился 26 августа 1944 года в бою у населённых пунктов Кремпа, Качице. При отражении контратаки противника он выдвинулся вперёд с ручным пулемётом для защиты подступов к орудию и скосил метким огнём восемь вражеских солдат. В последующем вывел из строя ещё свыше десяти противников, в составе батареи участвовал в отражении девяти вражеских атак.
Приказом по 13-й армии от 22 октября 1944 года младший сержант Джапаридзе Мурман Давидович награждён орденом Славы 2-й степени.
12 января 1945 года при прорыве обороны противника близ села Курозвенки старший разведчик Джапаридзе находился в боевых порядках передового батальона. Первым проложил путь через проволочные заграждения и, ворвавшись в траншею противника, уничтожил четырёх вражеских солдат. Вынес раненого командира дивизиона через минное поле в укрытие.
Указом Президиума Верховного Совета СССР от 10 апреля 1945 года за мужество, отвагу и героизм, , младший сержант Джапаридзе Мурман Давидович награждён орденом Славы 1-й степени.
После демобилизации работал учителем в средней школе. В 1956 году окончил Тбилисский педагогический институт. Работал начальником детской исправительной колонии. Майор милиции. Почётный гражданин города Бучач Тернопольского района Тернопольской области.
Умер 3 декабря 1983 года. Похоронен в селе Хреити.
Награждён тремя орденами Славы, медалями.